# Fakó csuk
A fakó csuk (Campicoloides bifasciatus) a madarak osztályának a verébalakúak (Passeriformes) rendjéhez és a  légykapófélék (Muscicapidae) családjához tartozó Campicoloides nem egyetlen faja.

## Rendszerezése
A fajt Coenraad Jacob Temminck holland zoológus írta le  1829-ben, a Saxicola nembe Saxicola bifasciata néven. Sorolták az Oenanthe nembe Oenanthe bifasciata néven is.

## Előfordulása
A Dél-afrikai Köztársaság, Lesotho és Szváziföld területén honos. Természetes élőhelyei a szubtrópusi síkvidéki füves puszták, sziklás környezetben. Állandó, nem vonuló faj.

## Megjelenése
Testhossza 14 centiméter, testtömege 12-18 gramm.
|  |  |

## Természetvédelmi helyzete
Az elterjedési területe nagy, egyedszáma pedig stabil. A Természetvédelmi Világszövetség Vörös listáján nem fenyegetett fajként szerepel.